# Carlos Manuel Rama
Carlos Manuel Rama Facal (Montevideo, 1921 - Milán, Italia, 23 de febrero de 1982) fue un historiador, sociólogo, abogado, periodista y profesor uruguayo. Se especializó en sociología, historiografía e historia española y latinoamericana.

## Biografía
Sus padres, Manuel Rama y Carolina Facal, eran inmigrantes gallegos. Fue el hermano mayor del crítico literario Ángel Rama.
Fue discípulo de importantes exiliados republicanos españoles. Al respecto decía: «Muchos reyes de España no han tenido profesores tan buenos como los tuve yo. Aprendí historia con Claudio Sánchez Albornoz, literatura con José Bergamín, Derecho español con Jiménez de Asúa y Derecho internacional con Roque Barcia.»
En 1952 se recibió de abogado en la Universidad de la República (UDELAR). Desde noviembre de ese año y hasta abril de 1954 residió en París, después de recibir una beca de estudios del Ministerio de Asuntos Exteriores de Francia y a la beca Gallinal de Investigación, otorgada por la Facultad de Humanidades y Ciencias de la UDELAR. Realizó cursos de postgrado en el seminario de Historia y Sociología de la Escuela de Estudios Superiores en Ciencias Sociales y obtuvo un doctorado en Letras en la Sorbona, con una tesis sobre historia social contemporánea española, tema al que se dedicaría en una época en la que no era común hacerlo en Francia.
Entre marzo y mayo de 1953 visitó las principales ciudades de España y también Tetuán y Tánger en Marruecos. La crónica de este recorrido fue publicada en 1961 en Buenos Aires, por la editorial Nova, bajo el título Itinerario español.
Colaboró con la revista L'Actualité de l'Histoire, publicada por el Instituto Francés de Historia Social (IFHS), que en ese entonces reunía a los pioneros de la historia social.
Dictó clases en el Instituto de Profesores Artigas, fue profesor de Historia Contemporánea y de Sociología en la Facultad de Humanidades y Ciencias y catedrático de Teoría y Metodología de la Historia en la misma facultad. Como profesor visitante impartió dicha materia en las universidades de Santiago de Chile (1950), Puerto Rico (1969) y UNAM de México (1979). También fue profesor en las universidades de París y de Burdeos.
Se encontraba en Santiago cuando se produjo el golpe de Estado en Chile de 1973. La intervención de las embajadas de Colombia y de Italia le permitió huir a España donde se estableció como profesor e investigador hasta su fallecimiento. Fue profesor de sociología e Historia de América en la Universidad Autónoma de Barcelona, donde también fundó el Instituto de Estudios Latinoamericanos y dio clases en sus facultades de Ciencias Económicas y Empresariales, Ciencias de la Información y Letras (Historia).
Participó de la fundación del Pen Club Latinoamericano en España, en colaboración con otros escritores latinoamericanos. Presidió esta organización cuyo propósito era nuclear a todos los intelectuales de América Latina residentes en España. Estimaba que en octubre de 1978 eran 500 los escritores, periodistas y otras personas vinculadas al mundo de las letras que residían en la península ibérica. Según sus palabras: «...esas minúsculas vanguardias de un pueblo de más de trescientos millones de ibero-parlantes son las que aseguran la unidad cultural atlántica y dan la certeza de un sólido porvenir para la expresión escrita de las lenguas de la Península Ibérica en el concierto universal».
Colaboró en varias publicaciones especializadas y medios de prensa como El País de Madrid. En 1980 recibió el Premio de Cultura Hispánica, de parte del Ministerio de Educación de España.
En su labor docente y en sus más de 35 libros, publicados en varios países, trató temas como el intercambio cultural entre España y América Latina, el exilio (en particular de los escritores), ideología y luchas sociales, entre otros temas históricos y sociológicos de Iberoamérica.

## Obras
- La historia y la novela (Montevideo - 1947, San Juan de Puerto Rico - 1963)
- Las ideas socialistas en el siglo XIX (Montevideo - 1947, México - 1963, Buenos Aires - 1967)
- José Pedro Varela, sociólogo (1956)
- Teoría de la Historia (1959)
- La crisis española del siglo XX (1960)
- Las clases sociales en el Uruguay (1960)
- Itinerario español (1961)
- Revolución social y fascismo en el siglo XX (1962)
- Historia del movimiento obrero y social latinoamericano contemporáneo (1966/7)
- Uruguay en crisis (1969)
- Sociología de América Latina (1970)
- Chile: mil días entre la revolución y el fascismo (1974)
- Los afrouruguayos
- Historia de las relaciones culturales entre España y América Latina en el siglo XIX (1982)
- Ideología, regiones y clases sociales en la España contemporánea
- Las ideas socialistas en el siglo XIX
- Fascismo y anarquismo en la España contemporánea
- España, crónica entrañable (1973-1977)
- Nacionalismo e Historiografía en América Latina
- El anarquismo en América Latina (Caracas, 1990) póstumo, en coautoría con Ángel Cappelletti